# Bohumír z Rittershainu
Bohumír Ladislav rytíř z Rittershainu (německy Gottfried (Bohumir[us] Ladislaus) Ritter von Rittershain, 1820, Lvov, Halič - 20. srpna 1883, Zhořelec, Dolní Slezsko) byl lékař a dětský lékař působící v Praze.

## Život
Gottfried Ritter studoval na Lvovské univerzitě a poté na Univerzitě Karlově v Praze.
Název jeho disertační práce byl De epilepsia. Po dokončení studií pracoval na pražské poliklinice. Jeho zájem se brzy soustředil na léčbu dětských nemocí. V roce 1864 byl jmenován profesorem dětského lékařství v Praze.
Bohumír Ladislav z Rittershainu byl zakladatelem Pražského lékařského týdeníku.
V roce 1880 se musel vzdát práce kvůli své epilepsii.
Bohumír Ladislav rytíř z Rittershainu zemřel dne 20. srpna 1883 na následky mozkové mrtvice.

## Spisy (výběr)
Ritter von Rittershain popsal kožní jev Staphylococcal scalded skin syndrome (stafylokokový syndrom opařené kůže) po něm nazvaný Morbus Ritter nebo Morbus Ritter von Rittershain.
- Die Heilkünstler des alten Roms und ihre bürgerliche Stellung. Lüderitz, Berlin 1875 (Digitalisierte Ausgabe der Universitäts- und Landesbibliothek Düsseldorf).
- Die exfoliative Dermatitis jüngerer Säuglinge. Berlin, 1878.